# Contagium vivum fluidum

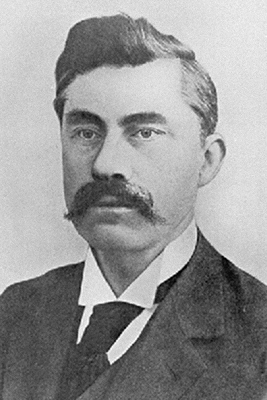
Martinus Beijerinck.

Contagium vivum fluidum (latin : « fluide vivant contagieux ») est une locution latine utilisée à l'origine pour décrire un virus, en soulignant sa capacité à passer à travers les filtres à mailles les plus fines alors disponibles, lui conférant des propriétés presque liquides. Martinus Beijerinck (1851-1931), microbiologiste et botaniste néerlandais, a d'abord utilisé cette expression alors qu'il étudiait le virus de la mosaïque du tabac, convaincu que ce virus avait une nature liquide.
En 1892, Dmitri Ivanovski avait découvert que l'agent causal de la maladie de la mosaïque du tabac pourrait passer à travers un filtre de porcelaine de Chamberland. Enregistrant ces résultats, il avait estimé qu'ils pouvaient être dus à un filtre fissuré. C'est à Martinus Beijerinck qu'il revint en 1898 de mettre en avant l'idée que l'agent pathogène était assez petit pour passer à travers le filtre régulièrement utilisé pour piéger les bactéries.
Dmitri Ivanovski, contrarié que Beijerinck ne l'ait pas cité, refit l'expérience de Beijerinck et démontra que les particules d'encre sont assez petites pour passer à travers le filtre, laissant ainsi en suspens la nature physique, fluide ou particules, de l'agent pathogène. L'invention du microscope électronique en 1931 a permis au biochimiste et virologue américain, Wendell Meredith Stanley, de produire les premières images de virus en 1935. 
Vers la fin du XIXe siècle, on avait découvert plus de 2 000 espèces de virus infectant les animaux, les plantes et les bactéries.